# Републикански път II-27
Републикански път II-27 е второкласен път, част от републиканската пътна мрежа на България, преминаващ по територията на области Шумен, Варна и Добрич. Дължината му е 112,2 km.
Пътят започва при 137,9-и км на Републикански път I-2 в югоизточната част на град Нови пазар и се насочва на север. След село Памукчии завива на североизток, преодолява северната част на платото Стана (плато) и навлиза в най-източните части на Лудогорското плато. Преминава последователно през селата Сечище, Преселка и Тръница и навлиза във Варненска област. Тук преминава през селата Изворник, Стефан Караджа и Червенци, достига до Добруджанското плато и област Добрич, като посоката му става източна. Преминава през селата Бдинци, Владимирово, Орлова могила, Долина и Одринци и достига югозападната дъга на околовръстния път на град Добрич. Заобикаля от юг и югоизток града и при своя 77,8-и км се насочва на югоизток. Преминава последователно през селата Приморци, Сенокос и Соколово и завършва при пристанището на град Балчик.
При 63,1 km, в село Одринци надясно се отделя Републикански път III-2702 (36,2 km) през селата Ведрина и Генерал Киселово, град Вълчи дол и село Щипско до западната част на град Суворово.
В околовръстния път (Републикански път II-97) на град Добрич Републикански път II-27 се дублира с още три втрокласни пътя от Републиканската пътна мрежа:
- на протежение от 3,5 km (от км 74,3 до км 77,8) – с Републикански път II-29 (от км 41,7 до км 45,2);
- на протежение от 2,2 km (от км 75,6 до км 77,8) – с Републикански път II-71 (от км 93,6 до км 91,4);
- на протежение от 7,3 km (от км 70,5 до км 77,8) – с Републикански път II-97 (от км 20,1 до км 12,8);

| Пътища, отклоняващи се надясно (населено място, № на пътя, посока на пътя)              | Км    | Пътища, отклоняващи се наляво (посока на пътя, № на пътя, населено място)                                                |
| --------------------------------------------------------------------------------------- | ----- | --- |
| Община Нови пазар, Област Шумен I-2, 137,9 km, гр. Нови пазар ←                         | 0,0   | ← гр. Нови пазар, 137,9 km, I-2, Област Шумен Община Нови пазар                                                          |
|                                                                                         | 2,8   | ← 60,4 km, III-701 (от 49,6 km на I-7)                                                                                   |
| с. Памукчии                                                                             | 6,8   | с. Памукчии |
| с. Сечище                                                                               | 13,1  | с. Сечище |
| с. Преселка                                                                             | 16,6  | → с. Преселка, общински път (за с. Мировци)                                                                              |
| с. Тръница                                                                              | 21,4  | → с. Тръница, общински път (за с. Писарево)                                                                              |
| Община Вълчи дол, Област Варна                                                          | 23,6  | Област Варна, Община Вълчи дол                                                                                           |
| (за с. Есеница) общински път ←                                                          | 25,1  | |
| с. Изворник                                                                             | 27,1  | с. Изворник |
| (от 158,0 km на I-2) III-207, 21,2 km, с. Стефан Караджа →                              | 32,3  | → с. Стефан Караджа |
|                                                                                         | 34,2  | → 23,1 km, III-207 (до град Алфатар) → общински път (за с. Генерал Колево)                                               |
| (за с. Караманите) общински път, с. Червенци ←                                          | 37,7  | → с. Червенци |
| Община Добричка, Област Добрич                                                          | 43,7  | Област Добрич, Община Добричка                                                                                           |
| (за с. Метличина) общински път, с. Бдинци ← (за с. Вратарите) общински път, с. Бдинци ← | 46,1  | → с. Бдинци |
| с. Владимирово                                                                          | 48,6  | → с. Владимирово, общински път (за с. Бенковски) → с. Владимирово, общински път (за с. Медово)                           |
| с. Орлова могила                                                                        | 54,4  | с. Орлова могила |
|                                                                                         | 58,9  | → общински път (за с. Самуилово)                                                                                         |
| с. Долина                                                                               | 61,5  | с. Долина |
| (до гр. Суворово) III-2702, 0,0 km, с. Одринци ←                                        | 63,1  | с. Одринци |
| Община Добрич                                                                           | 67,5  | Община Добрич |
|                                                                                         | 70,5  | → 20,1 km, II-97 → бул. „3-ти март“ (за гр. Добрич)                                                                      |
| (за с. Дончево) общински път ←                                                          | 70,9  | |
| (за с. Богдан) общински път ←                                                           | 72,6  | |
| (от гр. Варна) II-29, 41,7 km →                                                         | 74,3  | |
|                                                                                         | 74,6  | → бул. „25-и септември“ (за гр. Добрич)                                                                                  |
| (до с. Оброчище) II-71, 91,4 km ←                                                       | 75,6  | → ул. „Батовска“ (за гр. Добрич)                                                                                         |
|                                                                                         | 77,8  | → 45,2 km, II-29 (до ГКПП Кардам) ← 12,8 km, II-97 → бул. „Добруджа“ (за гр. Добрич) ← 93,6 km, II-71 (от 6,9 km на I-7) |
| Община Добричка                                                                         | 79,5  | Община Добричка |
| (за с. Плачидол) общински път ←                                                         | 79,9  | |
| с. Приморци                                                                             | 82,2  | с. Приморци |
| (за с. Попгригорово) общински път ←                                                     | 85,1  | → общински път (за с. Полковник Свещарово)                                                                               |
| Община Балчик                                                                           | 86,9  | Община Балчик |
| (за с. Безводица) общински път ←                                                        | 87,5  | |
| (за с. Карвуна) общински път, с. Сенокос ←                                              | 91,8  | → с. Сенокос, общински път (за с. Преспа)                                                                                |
|                                                                                         | 93,1  | → общински път (за с. Дъбрава)                                                                                           |
| с. Соколово                                                                             | 101,1 | с. Соколово |
| (за с. Стражица) общински път ←                                                         | 103,6 | |
| (до ГКПП Малко Търново) I-9, 61 ←                                                       | 106,4 | ← 61,0 km, I-9 (от ГКПП Дуранкулак)                                                                                      |
| пристанище Балчик, гр. Балчик                                                           | 112,2 | гр. Балчик, пристанище Балчик                                                                                            |

Забележки
1. ↑  На протежение от 1,9 km (от км 32,3 до км 34,2) Републикански път ІI-27 се дублира с Републикански път III-207 (от км 21,2 до км 23,1)
2. ↑  На протежение от 7,3 km (от км 70,5 до км 77,8) Републикански път II-27 се дублира с Републикански път II-97 (от км 20,1 до км 12,8)
3. ↑  На протежение от 3,5 km (от км 74,3 до км 77,8) Републикански път II-27 се дублира с Републикански път II-29 (от км 41,7 до км 45,2)
4. ↑  На протежение от 2,2 km (от км 75,6 до км 77,8) Републикански път II-27 се дублира с Републикански път II-71 (от км 93,6 до км 91,4)